# Jenni Dahlman
 (septembre 2018).
Pour les articles homonymes, voir Dahlman.
Jenni Dahlman, née le 27 octobre 1981 à Piikkiö en Finlande, est une ancienne mannequin finlandaise.  
Elle est principalement connue pour avoir été la conjointe de Kimi Räikkönen. Le couple s'est séparé début 2013.

## Biographie
Née de parents nommés Hannu et Alice, elle a un frère ainé, Kalle. 
Elle a commencé le mannequinat à l'âge de quatorze ans, et les compétitions à seize ans. Parmi ses récompenses reçues, Jenni a été entre autres élue : Miss Turku en 1998, deuxième au concours Miss Suomi en 2000 et Miss Scandinavie en 2001. Aujourd'hui, elle pose parfois en tant que modèle.
Elle parle couramment 3 langues : finnois, anglais et suédois.
L'une des passions de Jenni est les chevaux. Elle en possède 7. Depuis 2005, elle participe à des concours avec ses propres chevaux. Elle est également actionnaire et membre fondateur d'un club privé nommé le Bläk à Helsinki qui a ouvert ses portes en octobre 2007. En février 2008, elle décide de poser avec son mari pour des photos publicitaires pour la marque Tag Heuer Eyewear.
Elle s'est mariée en Finlande avec le pilote automobile finlandais Kimi Räikkönen le 31 juillet 2004. Elle l’a rencontré fin 2001, pendant le concours de Miss Scandinavie, lorsqu'elle a été couronnée. Après 12 ans de relation, le couple divorce en juillet 2014.